# Achrus flavovirens
Achrus flavovirens är en insektsart som beskrevs av Lindberg 1925. Achrus flavovirens ingår i släktet Achrus och familjen dvärgstritar. Inga underarter finns listade i Catalogue of Life.